# Formation à la transition écologique
 (novembre 2023).
La mise en forme du texte ne suit pas les recommandations de Wikipédia : il faut le « wikifier ».
Les points d'amélioration suivants sont les cas les plus fréquents. Le détail des points à revoir est peut-être précisé sur la page de discussion.
- Les titres sont pré-formatés par le logiciel. Ils ne sont ni en capitales, ni en gras.
- Le texte ne doit pas être écrit en capitales (les noms de famille non plus), ni en gras, ni en italique, ni en « petit »…
- Le gras n'est utilisé que pour surligner le titre de l'article dans l'introduction, une seule fois.
- L'italique est rarement utilisé : mots en langue étrangère, titres d'œuvres, noms de bateaux, etc.
- Les citations ne sont pas en italique mais en corps de texte normal. Elles sont entourées par des guillemets français : « et ».
- Les listes à puces sont à éviter, des paragraphes rédigés étant largement préférés. Les tableaux sont à réserver à la présentation de données structurées (résultats, etc.).
- Les appels de note de bas de page (petits chiffres en exposant, introduits par l'outil «  Source ») sont à placer entre la fin de phrase et le point final[comme ça].
- Les liens internes (vers d'autres articles de Wikipédia) sont à choisir avec parcimonie. Créez des liens vers des articles approfondissant le sujet. Les termes génériques sans rapport avec le sujet sont à éviter, ainsi que les répétitions de liens vers un même terme.
- Les liens externes sont à placer uniquement dans une section « Liens externes », à la fin de l'article. Ces liens sont à choisir avec parcimonie suivant les règles définies. Si un lien sert de source à l'article, son insertion dans le texte est à faire par les notes de bas de page.
- La présentation des références doit suivre les conventions bibliographiques. Il est recommandé d'utiliser les modèles {{Ouvrage}}, {{Chapitre}}, {{Article}}, {{Lien web}} et/ou {{Bibliographie}}. Le mode d'édition visuel peut mettre en forme automatiquement les références.
- Insérer une infobox (cadre d'informations à droite) n'est pas obligatoire pour parachever la mise en page.

Pour une aide détaillée, merci de consulter Aide:Wikification.
Si vous pensez que ces points ont été résolus, vous pouvez retirer ce bandeau et améliorer la mise en forme d'un autre article.
 (novembre 2023).
Si vous disposez d'ouvrages ou d'articles de référence ou si vous connaissez des sites web de qualité traitant du thème abordé ici, merci de compléter l'article en donnant les références utiles à sa vérifiabilité et en les liant à la section « Notes et références ».
La formation à la transition écologique, s'inscrit dans la dynamique de l'Éducation à l'environnement et au développement durable en s'ancrant dans la durabilité forte qui rejette les principes de substitution et de découplage.
La transition écologique, souvent associée à la notion de développement durable, se réfère à une évolution profonde des sociétés visant à proposer un nouveau modèle économique et social de manière à répondre aux enjeux écologiques du XXIe siècle. Pour autant, elle se distingue de projets politiques tels que le développement durable par la prise en compte de l’interaction des temporalités écologiques, sociales et politiques, ainsi que du changement d’échelle dans l’ampleur des évolutions à appréhender et à promouvoir. 
Ce concept s'intéresse donc aux façons de consommer, produire, travailler, vivre ensemble pour répondre aux problèmes environnementaux et sociétaux, notamment ceux du changement climatique, des limites planétaires et de la rareté des ressources, de la perte accélérée de la biodiversité, de la multiplication des risques sanitaires et environnementaux et de la justice environnementale et sociale.
Dans cette transformation, l'éducation et la formation jouent un rôle pivot. Elle permet d'informer et de sensibiliser la population aux enjeux et défis environnementaux et sociétaux grâce à la "formation à" la transition écologique pour fournir une compréhension et une conscience. Elle permet également d'équiper les individus des compétences nécessaires pour agir concrètement en faveur de ces enjeux via la "formation pour" la transition écologique.

## Contexte historique
La compréhension du rôle de la "formation à" la transition écologique et de la "formation pour" la transition écologique s'inscrit dans un contexte historique d'une prise de conscience écologique qui a progressivement façonné les programmes éducatifs et de formation à travers le monde, reflétant les défis environnementaux croissants de notre époque.

### Les prémices de la conscience écologique (années 1960 - 1970)
Publication de "Printemps silencieux" : En 1962, Rachel Carson publie "Printemps silencieux", attirant l'attention sur les dangers des pesticides et lançant un mouvement environnemental moderne. Ce livre a stimulé un intérêt pour l'éducation environnementale dans de nombreux pays.
Premier Jour de la Terre: En 1970, le premier Jour de la Terre est célébré, soulignant l'importance de l'éducation environnementale et de l'engagement public.
Conférences et traités internationaux: Au cours des années 1970, plusieurs conférences mondiales ont mis en lumière les enjeux écologiques, conduisant à la création de programmes éducatifs axés sur l'environnement.

### Institutionnalisation de l'éducation écologique (années 1980 - 1990)
Programme "Homme et Biosphère"[1] de l'UNESCO: Lancé en 1971, ce programme a promu l'intégration de la formation écologique dans les programmes scolaires à travers le monde.
Rapport Brundtland: Publié en 1987, ce rapport a introduit le concept de "développement durable", incitant les institutions éducatives à intégrer ces principes dans leurs programmes.
Sommet de la Terre à Rio : En 1992, le Sommet de la Terre à Rio a mis l'accent sur l'importance de l'éducation pour le développement durable, conduisant à de nombreuses initiatives mondiales dans ce domaine.

### Émergence de la formation pour la transition écologique (années 2000 à aujourd'hui)
Défis mondiaux croissants: La prise de conscience des enjeux climatiques, de la perte de biodiversité et de la pollution a stimulé la demande de formations professionnelles spécialisées pour répondre à ces défis.
Initiatives internationales: Des accords tels que l'Accord de Paris en 2015 ont renforcé l'importance de la formation à la transition écologique et pour la transition écologique, reconnaissant que la sensibilisation et les compétences spécialisées sont essentielles pour atteindre les objectifs climatiques.
Rôle croissant des technologies: L'essor des technologies numériques a permis une diffusion plus large de l'éducation et de la formation à la transition écologique, avec l'apparition de MOOCs, de webinaires et d'autres plateformes en ligne.

## Objectifs des formations
La formation, qu'elle vise à sensibiliser à la transition écologique ou à doter d'outils concrets pour cette transition, a des objectifs clairement définis. Il s’agit tout d’abord de « décoloniser les imaginaires » , soumis actuellement à l’emprise des superstructures du productivisme et du consumérisme, pour ensuite réenchanter le rapport humain au monde.

### Compétences à acquérir
Les compétences à acquérir pour la transition écologique sont connues. La littérature académique,,  ainsi que les rapports internationaux,, convergent depuis plusieurs années vers un ensemble clair de compétences.

## Types de formations
La formation à la transition écologique et pour la transition écologique peut être classée en plusieurs catégories basées sur les niveaux éducatifs, les objectifs, et les publics visés.

### Formations universitaires
L'enseignement supérieur en France est de plus en plus interpellé sur sa contribution aux crises socio-environnementales, malgré des initiatives visant à intégrer le développement durable. Des efforts, tels que le groupe de travail dirigé par Jean Jouzel et le Shift Project, cherchent à transformer les cursus, mais la mise en œuvre est un défi. Un changement profond est nécessaire pour privilégier la dignité humaine et le bien-être collectif, passant par la révision des compétences, des narrations, des valeurs et des symboles actuels.

#### Formation en management
La formation en management doit préparer les étudiants à favoriser une approche collective et participative en réponse aux défis écologiques. Cela nécessite un changement dans la méthodologie d'enseignement, en mettant l'accent sur l'expérience pratique, la réflexion critique et la collaboration pour aborder la transition écologique.

### Formation professionnelle continue
Les professionnels cherchent souvent à améliorer leurs compétences ou à se reconvertir pour s'adapter aux exigences d'un monde en transition.
Selon The Shift Project, il faut affronter le problème à bras le corps : « le tabou autour des situations de reconversions ou de risques de pertes d’emplois fait de
l’accompagnement [des] personnes un sujet quasiment inconsidéré ». Pour les Shifters, « l’emploi peut devenir un puissant moteur de la transition écologique...ou un énorme frein ».

#### Formation à la transition écologique
Dans le cadre de la formation à la transition écologique, plusieurs initiatives ont été mises en place. Pour sensibiliser les professionnels aux enjeux écologiques spécifiques à leur domaine, divers ateliers, conférences et séminaires sont proposés. Ces événements ont pour but d'informer et de mettre en lumière les implications et les responsabilités associées à chaque secteur d'activité.
De surcroît, des programmes de certifications ont été développés à l'intention des entreprises et des professionnels. Ces programmes visent à authentifier l'engagement des participants envers des pratiques plus respectueuses de l'environnement. De plus, ils constituent un moyen pour ces derniers de valider leur maîtrise et leur connaissance des approches durables. Ces certifications, au-delà de leur valeur pédagogique, renforcent la crédibilité des professionnels et des entreprises qui s'engagent résolument dans la voie de la durabilité.

#### Formation pour la transition écologique
Dans le cadre de la transition écologique, plusieurs voies de formation se démarquent. 
D'une part, les compétences techniques sont mises en avant à travers des formations spécialisées. Ces dernières peuvent porter, entre autres, sur l'installation de panneaux solaires, la gestion durable des ressources ou encore la conception respectueuse de l'environnement.
D'autre part, la dimension managériale est aussi prise en compte. Des programmes dédiés aux managers et aux dirigeants sont proposés, mettant l'accent sur des thématiques telles que la gestion durable, l'éthique environnementale ou la manière d'intégrer la durabilité au cœur de la stratégie d'entreprise. Ces formations visent à outiller ces professionnels pour qu'ils puissent piloter leurs organisations vers un avenir plus respectueux de l'environnement.

### Formations informelles et initiatives communautaires
Dans le contexte actuel de prise de conscience environnementale, de nombreuses formations ont vu le jour pour sensibiliser le grand public et lui offrir les moyens concrets d'agir en faveur de la planète. Ces formations ne se limitent pas à un cadre académique, mais s'étendent à diverses initiatives populaires.

#### Formation à la transition écologique
La formation à la transition écologique prend plusieurs formes. D'une part, des ateliers et conférences sont fréquemment organisés par des organisations non gouvernementales, des associations ou encore des collectivités. Ces rencontres ont pour but d'informer et de sensibiliser les participants sur des thématiques environnementales spécifiques. D'autre part, des festivals et événements dédiés à l'environnement sont orchestrés dans plusieurs régions. Ces événements, souvent agrémentés de projections, de débats et d'expositions, ont pour vocation de toucher et de sensibiliser un public encore plus large aux enjeux environnementaux.

#### Formation pour la transition écologique
La formation pour la transition écologique vise à offrir des compétences pratiques. Des ateliers axés sur des sujets tels que le compostage, la permaculture ou encore le recyclage artistique sont proposés. Ces ateliers ont pour finalité d'enseigner des compétences tangibles permettant à chacun d'agir de manière concrète pour l'environnement. En outre, les initiatives citoyennes, comme les groupes d'action locaux, les jardins communautaires ou les collectifs de nettoyage, jouent un rôle prépondérant. Ces initiatives offrent à chacun l'opportunité de s'engager activement dans la transition écologique et de contribuer, à son échelle, à un avenir plus durable.

## Acteurs et institutions clés
La réussite de la formation à et pour la transition écologique repose sur la collaboration et les efforts de divers acteurs et institutions à l'échelle mondiale, nationale et locale.

### Organisations internationales
Nations Unies (ONU) : À travers diverses agences telles que le Programme des Nations Unies pour l'environnement (PNUE) et l'Organisation des Nations Unies pour l'éducation, la science et la culture (UNESCO), l'ONU joue un rôle de premier plan dans la promotion de l'éducation à la durabilité et la formation pour la transition écologique.
Union Européenne (UE) : L'UE, avec des initiatives comme le Pacte Vert Européen, met l'accent sur la formation et l'éducation pour soutenir une transition écologique réussie parmi ses États membres.
Organisation de Coopération et de Développement Économiques (OCDE) : Elle mène des recherches et fournit des recommandations sur l'éducation à la durabilité et les compétences nécessaires pour une économie verte.

### Organisations gouvernementales nationales
Ministères de l'Éducation : Ils sont cruciaux pour intégrer la transition écologique dans les programmes scolaires, développer des cursus dédiés dans les universités et soutenir la formation professionnelle dans ce domaine.
Ministères de l'Environnement : Ils collaborent souvent avec d'autres entités gouvernementales pour développer des programmes de sensibilisation et de formation axés sur les enjeux environnementaux spécifiques du pays.

### ONG et associations
WWF, Greenpeace, et autres grandes ONGs environnementales : Elles mènent des campagnes de sensibilisation, offrent des formations et développent des ressources éducatives pour soutenir la transition écologique.
Associations éducatives locales : De nombreuses ONGs plus petites, axées sur des questions spécifiques ou des régions spécifiques, jouent un rôle essentiel dans la formation à la transition écologique à l'échelle locale ou régionale.

### Institutions éducatives
Universités et Grandes écoles : De nombreuses institutions ont créé des départements ou des programmes spécifiquement dédiés à l'environnement, la durabilité ou la transition écologique.
Écoles et lycées : De plus en plus d'établissements intègrent l'éducation à la durabilité dans leurs programmes, offrant ainsi aux élèves une base solide sur les enjeux environnementaux.

### Secteur privé
Entreprises engagées dans la durabilité : De nombreuses entreprises offrent des formations internes à leurs employés sur la durabilité et les meilleures pratiques environnementales, reconnaissant ainsi l'importance de la transition écologique pour leur avenir.
Organismes de certification : Ces organismes proposent des formations et des certifications pour les professionnels cherchant à se spécialiser dans des domaines tels que l'énergie renouvelable, l'agriculture durable, ou la gestion de l'eau.

## Méthodologies et outils pédagogiques
L'efficacité de la formation à la transition écologique et pour la transition écologique repose en grande partie sur les méthodologies employées et les outils disponibles. L'enseignement traditionnel évolue rapidement pour intégrer des approches plus interactives, pratiques et axées sur la résolution de problèmes.

### Approches pédagogiques innovantes
Diverses méthodes pédagogiques ont été élaborées pour offrir aux apprenants une expérience d'apprentissage approfondie et enrichissante. Parmi ces méthodes, l'apprentissage par projet, les études de cas et l'apprentissage basé sur le jeu se distinguent par leur capacité à inculquer des compétences et des connaissances cruciales tout en favorisant l'engagement des apprenants.
L'apprentissage par projet est une approche qui offre aux apprenants l'opportunité de travailler sur des projets tangibles liés à la transition écologique. En mettant l'accent sur la mise en œuvre réelle, il incite non seulement à l'autonomie, mais éveille également la créativité et l'esprit d'initiative. Des réalisations telles que la mise en place d'un jardin communautaire ou la conceptualisation d'un programme de recyclage sont des illustrations frappantes de ce type d'apprentissage.
Les études de cas, quant à elles, constituent un outil puissant pour l'analyse de situations, qu'elles soient réelles ou hypothétiques. Elles visent à immerger l'apprenant dans des contextes spécifiques relatifs à la transition écologique, lui permettant ainsi d'examiner les enjeux, défis et opportunités qui s'y rattachent. Cette méthode promeut une réflexion approfondie et la prise de décision basée sur des éléments factuels.
Enfin, l'apprentissage basé sur le jeu introduit une dimension ludique dans le processus éducatif. Par le biais de jeux sérieux ou de simulations, il offre aux apprenants une plateforme pour explorer, expérimenter et s'adapter à diverses situations liées à la transition écologique. Cette approche, tout en étant divertissante, renforce la compréhension des concepts clés et facilite leur assimilation.

### Expériences pratiques
L'éducation à la transition écologique nécessite une approche pluridimensionnelle qui va au-delà de la théorie pure. L'expérience pratique et la mise en contexte sont essentielles pour fournir une compréhension holistique des enjeux écologiques et des solutions possibles. Dans cette optique, les visites de terrain, les voyages d'étude, ainsi que les ateliers et laboratoires représentent des méthodes d'apprentissage enrichissantes et complémentaires.
Les visites de terrain permettent aux apprenants de découvrir directement des sites exemplaires tels que des fermes biologiques, des parcs éoliens ou des usines de recyclage. En offrant une perspective concrète et tangible, elles renforcent la compréhension des concepts étudiés et illustrent l'application pratique des principes écologiques.
Les voyages d'étude, de leur côté, emmènent les apprenants vers des régions ou pays qui se démarquent par leurs initiatives en matière de transition écologique. Ces immersions fournissent l'opportunité d'analyser les défis et solutions adaptées à différents contextes culturels et géographiques, enrichissant ainsi la perspective globale de l'apprenant.
Enfin, les ateliers et laboratoires constituent des espaces privilégiés dédiés à l'expérimentation et à la mise en œuvre de solutions écologiques innovantes. Ils offrent un cadre propice à l'apprentissage par la pratique, encourageant ainsi les apprenants à appliquer directement leurs connaissances et à développer des compétences pratiques essentielles à la mise en place de solutions durables.

## Défis et enjeux
Les jeunes cherchent activement à contribuer à un monde écologiquement responsable et attendent des institutions éducatives qu'elles les préparent à des métiers alignés sur ces valeurs. Malgré une prise de conscience croissante des enjeux écologiques, de nombreux étudiants se sentent mal préparés, en partie à cause d'un manque d'intégration de ces thèmes dans les cursus éducatifs.
La formation relative à la transition écologique, qu'elle soit axée sur la sensibilisation à cette transition ou sur la mise en œuvre de méthodes en faveur de cette transition, est cruciale dans le contexte actuel. Toutefois, elle se heurte à divers obstacles qui peuvent varier en fonction du contexte géographique, du domaine concerné ou de la nature même de la formation. Néanmoins, certains de ces défis transcendent les frontières et les secteurs.

### Résistance au changement
La formation à la transition écologique confronte notamment les systèmes éducatifs à des enjeux d'adaptabilité. Les programmes scolaires et universitaires, en raison de leur rigidité intrinsèque, peuvent tarder à intégrer des thématiques aussi pressantes que la transition écologique. De plus, la perception de l'urgence et de la pertinence de se sensibiliser à ces enjeux n'est pas toujours évidente pour tous. Certains acteurs du monde éducatif peuvent, en effet, reléguer cette préoccupation au second plan, la jugeant moins prioritaire que d'autres sujets.
Quant à la formation pour la mise en œuvre effective de la transition écologique, elle se trouve parfois en tension avec les habitudes bien ancrées de certains secteurs économiques. La réticence de ces derniers à adopter de nouvelles méthodes ou technologies plus respectueuses de l'environnement découle souvent d'une préférence pour des approches qu'ils jugent plus sûres car éprouvées. De surcroît, l'instauration de formations innovantes ou l'acquisition de compétences inédites peuvent exiger des investissements financiers conséquents, constituant ainsi une barrière non négligeable pour nombre d'acteurs.

### Manque de ressources et d'expertise
Concernant la formation à la transition écologique, deux principaux problèmes se dégagent. D'une part, il existe un manque criant de formateurs qualifiés, notamment dans les régions moins développées, où les experts en la matière sont rares. D'autre part, les ressources pédagogiques, essentielles à une formation de qualité, sont souvent insuffisantes. Que ce soit en termes de supports didactiques ou de matériels spécifiques à la transition écologique, l'offre actuelle peine à répondre à la demande, et de nombreux contenus ne sont pas régulièrement mis à jour.
Par ailleurs, en ce qui concerne la formation pour la transition écologique, c'est-à-dire celle qui prépare concrètement à la mise en œuvre de pratiques écologiques, d'autres défis se posent. Le premier est la nécessité de proposer des formations pratiques. Ces dernières, centrées sur des actions concrètes, exigent souvent des équipements, des ateliers et des installations spécialisés. Leur mise en place peut s'avérer coûteuse et complexe à organiser. Ensuite, la rapide évolution technologique dans le domaine écologique constitue un autre défi majeur. Les technologies et méthodes écologiques évoluent à un rythme effréné, imposant une révision et une mise à jour constantes des programmes de formation pour demeurer à la pointe de la pertinence et de l'efficacité.

### Disparités régionales et socio-économiques
Dans le cadre de la formation à la transition écologique, l'accès inégal à l'éducation constitue un frein majeur. Effectivement, dans certaines régions, obtenir une éducation de base représente déjà une épreuve en soi. Dans ce contexte, la mise en place d'un programme de sensibilisation à la transition écologique s'avère encore plus ardue.
S'agissant de la formation pour la transition écologique, soit celle qui vise à transmettre des compétences pratiques dans ce domaine, on observe des inégalités flagrantes. Les opportunités d'apprentissage peuvent être rares, voire inexistantes, particulièrement dans les zones rurales ou les régions moins développées économiquement. Cette disparité d'accès à la formation renforce les inégalités déjà présentes et peut entraver les efforts de transition écologique à l'échelle globale.

### Mesure de l'efficacité
Dans le cadre de la formation à la transition écologique, principalement orientée vers la sensibilisation, évaluer de manière objective son impact sur les attitudes et les comportements des individus est un exercice délicat, souvent soumis à une appréciation subjective.
En ce qui concerne la formation pour la transition écologique, axée sur l'acquisition de compétences pratiques, un enjeu majeur est de garantir que les participants ont effectivement développé les compétences requises pour soutenir cette transition. La mesure précise de l'efficacité de telles formations s'avère souvent complexe.